# Estádio Giulite Coutinho
Het Estádio Giulite Coutinho, ook bekend als Estádio Édson Passos is een voetbalstadion in de stad Mesquita in de Braziliaanse staat Rio de Janeiro. 

## Geschiedenis
Het stadion werd geopend op 23 januari 2000 toen America FC een selectie van de staat Rio de Janeiro versloeg met 3-1. Het toeschouwersrecord werd gevestigd op 5 maart 2006 toen er 9009 kijklustigen kwamen opdagen voor de wedstrijd America-Flamengo die op een 2-2 gelijkspel eindigde.  
In 2016 nam Fluminense FC het stadion ook in gebruik om er wedstrijden te spelen van de Série A. 